# Koenigsegg CC
Koenigsegg CC — серия прототипов спорткара Koenigsegg CC8S. Шведская компании Koenigsegg начала работы над проектом в 1994 году, серийное производство окончательной модели было развёрнуто в 2002.

## Технические характеристики
- Размер шин: 255/35-335/30 ZR19-2
- Размер дисков: 9.5J-12.5J x 19-20

Двигатель
- Расположение: В базе, продольно
- Объём двигателя (см³): 4700
- Количество и расположение цилиндров: V-образный/8
- Степень сжатия: 8.6
- Количество клапанов на цилиндр: 4
- Система питания: Распределённый впрыск
- Наличие турбонадува: да
- Мощность (л. с. при об/мин): 655/6800
- Крутящий момент (Н•м при об/мин): 920/5700
- Топливо: АИ-98

Подвеска
- Тип передней подвески: Двойной поперечный рычаг
- Тип задней подвески: Двойной поперечный рычаг

Рулевое управление
- Тип: Шестерня-рейка
- Усилитель руля:
- Диаметр разворота (м): 11

Тормоза
- Передние: Дисковые вентилируемые
- Задние: Дисковые вентилируемые

## Модификации
- Koenigsegg CC Prototype
- Koenigsegg CC Concept
- Koenigsegg CC8S — было выпущено 6 экземпляров, из них 2 в праворульном исполнении
- Koenigsegg CCR — произведено 20 экземпляров
- Koenigsegg CCX
- Koenigsegg CCXR
- Koenigsegg CCGT — произведен 1 экземпляр[2]
- Koenigsegg CCXR Edition
- Koenigsegg CCXS — произведен в единственном экземпляре
- Koenigsegg CCXR Special Edition — произведено 2 экземпляра[3]
- Koenigsegg CCXR Trevita — произведено 3 экземпляра